# Läkemalva
Läkemalva (Althaea officinalis), altea, är en flerårig växt som tillhör familjen malvaväxter. Förekommer i större delen av Europa, till Sibirien, Altaj, sydvästra Asien och norra Afrika.

## Beskrivning
Läkemalvan blir 60 –- 130 cm och blommar i juli - september. Stjälkarna är upprätta och sammetsludna, bladen tre- till femflikiga och gråglänsande. Blommorna sitter ofta ensamma i bladvecken och är 3–5 cm breda.
Artepitetet officinalis kommer av latinets officina (verkstad, apotek) och syftar, liksom det svenska namnet, på artens användning som läkeväxt. 
I antikens Egypten användes rötterna till att tillverka dåtidens marshmallows (av läkemalvans engelska namn marsh-mallow), som fungerade som medicin. Saven från läkemalvan användes nämligen för att behandla inflammationer som magkatarr och bronkit. Receptet har därefter förändrats och läkemalvan ersatts av gelatin i marshmallows.

## Användning
Althearot, Radix Althaeae, är en drog som mest består av läkemalvans kraftiga birötter där ytterbarken avskalats. Den har mjuka, sega bastfibrer av vit eller gråvit färg. Smaken är sötaktig fadd och slemmig. Althaearot är sedan gammalt känd för sin höga halt av slem, ca 35 %. Dessutom innehåller den stärkelse, socker och ca 2 % asparagin.
För medicinskt ändamål beredes en dekokt av roten och användes som upptagande medel av en del skarpa och sura läkemedel. Pulveriserad rot användes tillsammans med andra ämnen vid tillverkning av tabletter. Den bästa drogen anses komma från Bayern.

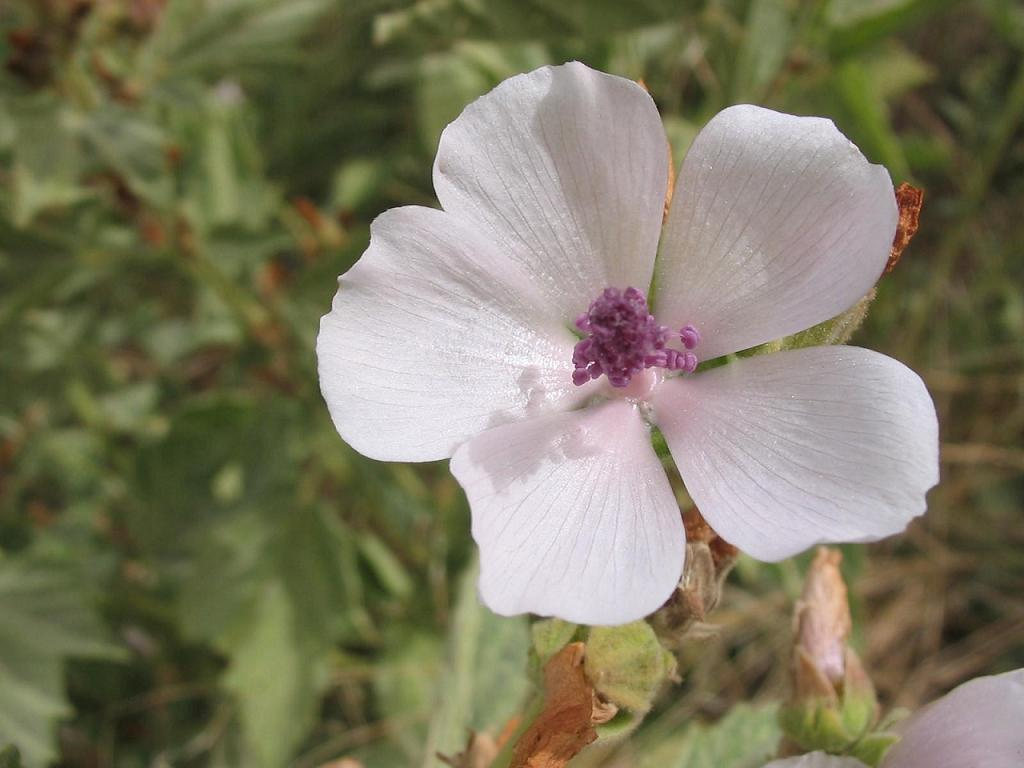

## Sorter och hybrider
- 'Alba' - har vita blommor.
- 'Romney Marsh' har rosa blommor i täta, toppställda samlingar. Den är relativt låg och blir upp till 1 m hög.
- 'Roussalka' urvalsform med upprätt växtsätt.

Läkemalva korsar sig ibland med hampmalva. Hybriden har fått namnet Althaea ×armeniaca Ten., 1837

## Synonymer
- Althaea balearica J.J. Rodr.
- Althaea kragujevacensis Pančić ex N.Diklić & V.Stevanovic
- Althaea micrantha Wiesb. ex Borbás,
- Althaea officinalis var. obtusifolia Vayr.
- Althaea sublobata Stokes
- Althaea taurinensis DC.
- Althaea vulgaris Bubani
- Malva althaea E.H.L. Krause
- Malva maritima Salisb.
- Malva officinalis (L.) Schimper & Spenner.